# Белон (Шарант)
Белон (фр. Bellon) насеље је и општина у западној Француској у региону Поату-Шарант, у департману Шарант која припада префектури Ангулем.
По подацима из 2011. године у општини је живело 165 становника, а густина насељености је износила 18,07 становника/km². Општина се простире на површини од 9,13 km². Налази се на средњој надморској висини од 80 метара (максималној 124 m, а минималној 53 m).

## Демографија
| 1962. | 1968. | 1975. | 1982. | 1990. | 1999. | 2011. |
| ----- | ----- | ----- | ----- | ----- | ----- | ----- |
| 147   | 176   | 157   | 179   | 156   | 152   | 165   |

График промене броја становника у току последњих година